# Карламан (приток Зигана)
Карлама́н (баш. Ҡарлыман, Ҡарламан) — река в России, протекает по Гафурийскому району Башкортостана. Правый приток реки Зиган. Длина — 13 км. На реке находится деревня Игенчеляр. Имеет два левых притока, — ручьи Карамалка и Медвежий.

## Данные водного реестра
По данным государственного водного реестра России относится к Камскому бассейновому округу, водохозяйственный участок реки — Белая от города Стерлитамак до водомерного поста села Охлебино без реки Сим, речной подбассейн реки — Белая, речной бассейн реки — Кама.
Код объекта в государственном водном реестре — 10010200712111100018586.